# 田村哲
田村 哲 (通称: たむら てつ; 英語表記: S(atoru) Tetsu Tamura; 出生名: たむら さとる、「哲」の元の読み; 1876年〔明治9年〕10月18日 – 1909年〔明治42年〕8月19日) は、日米で活躍した明治時代日本の気象学者・海洋学者。2021年ノーベル物理学賞受賞者の眞鍋淑郎が在籍した米国気象庁に日本人として初めて専門官として勤務したのは後述のとおり田村であり、高等数学応用の気象学者であることも共通する。また斯学の教育者にして米国の高等教育事情を調査・紹介した教育学者。

## 生い立ち
1876年（明治9年）10月18日、山形県置賜郡米澤北寺町（現、米沢市中央3丁目）に没落した米沢藩士田村芳政の三男として出生。自伝では、父は戊辰の役で北越の小栗山の激戦を生き抜いたが、家は「赤貧實に洗ふが如く」と記している:p.1。1892年（明治25年）7月、旧米沢藩士による士族会経営の5年制「私立米澤中学校」（現、山形県立米沢興譲館高等学校）を卒業、翌年の春3月15日に出郷、青山学院高等科に入学するも学費足らず、学内のスクールボーイ（学僕）およびジャニター（小使い）として働きながら学んだと自伝にある:p.3。
当時、青山学院の動物学の講師だった五島清太郎がジョンズ・ホプキンズ大学の奨学金を得て渡米するという出来事は、その後の田村の渡米の動機であり希望となった:p.4。田村は、事実、後に少なくとも3種の奨学金を米国の大学から取得することになる。田村は1896年（明治29年）3月「高等普通学部三年科選科」いわゆる旧制青山学院高等科を卒業したと『青山学院大学卒業生名簿』（青山学院資料センター）に記されている。
翌1897年（明治30年）4月、岸本能武太と矢田部良吉の計らいにより名古屋の愛知県尋常師範学校（現・愛知教育大学）で数学と英語を教えるが:p.6－7、その翌年1898年（明治31年）4月には渡航の準備が整い渡米する。行き先は初めて奨学金を得たインディアナ州シンプソン大学 。船は横浜発ホノルル経由サンフランシスコ行きのペキン号だった:p.7。

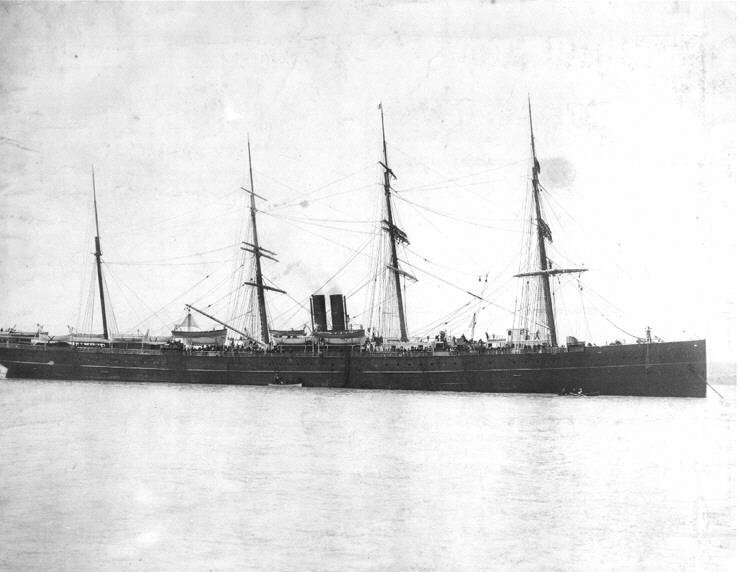
サンフランシスコ港に停泊する「ペキン号City of Peking」はフィリピンに向かう米兵満載（1898年5月）

## 米国修行時代
以下の学歴・修行時代は自筆の履歴書また自伝である『外遊九年』を参照しつつも、両資料の矛盾点ならびに不正確な点を米国の大学に残る記録等によって正し、補った。矛盾点の多くは思い違いの可能性のある時日の不整合だが、最大の矛盾点は、自筆履歴書にも自伝にも登場しないシンプソン大学在籍の事実である。日本語資料では唯一、舟橋の追悼小伝が言及しているが、以下に述べる米国での種々の資料が田村のシンプソン大学在籍を証明している。
他には、同郷で青山学院の同窓でもある河上清にアイオワの大学で1900年に会ったことが自伝にあるが:p.26、河上は1901年5月の社会民主党結成までは日本にいたのであり、田村の思い違いである。このように、史料としての原典のいくつかには1900年と1901年（明治33年と明治34年）の混同が散見される。

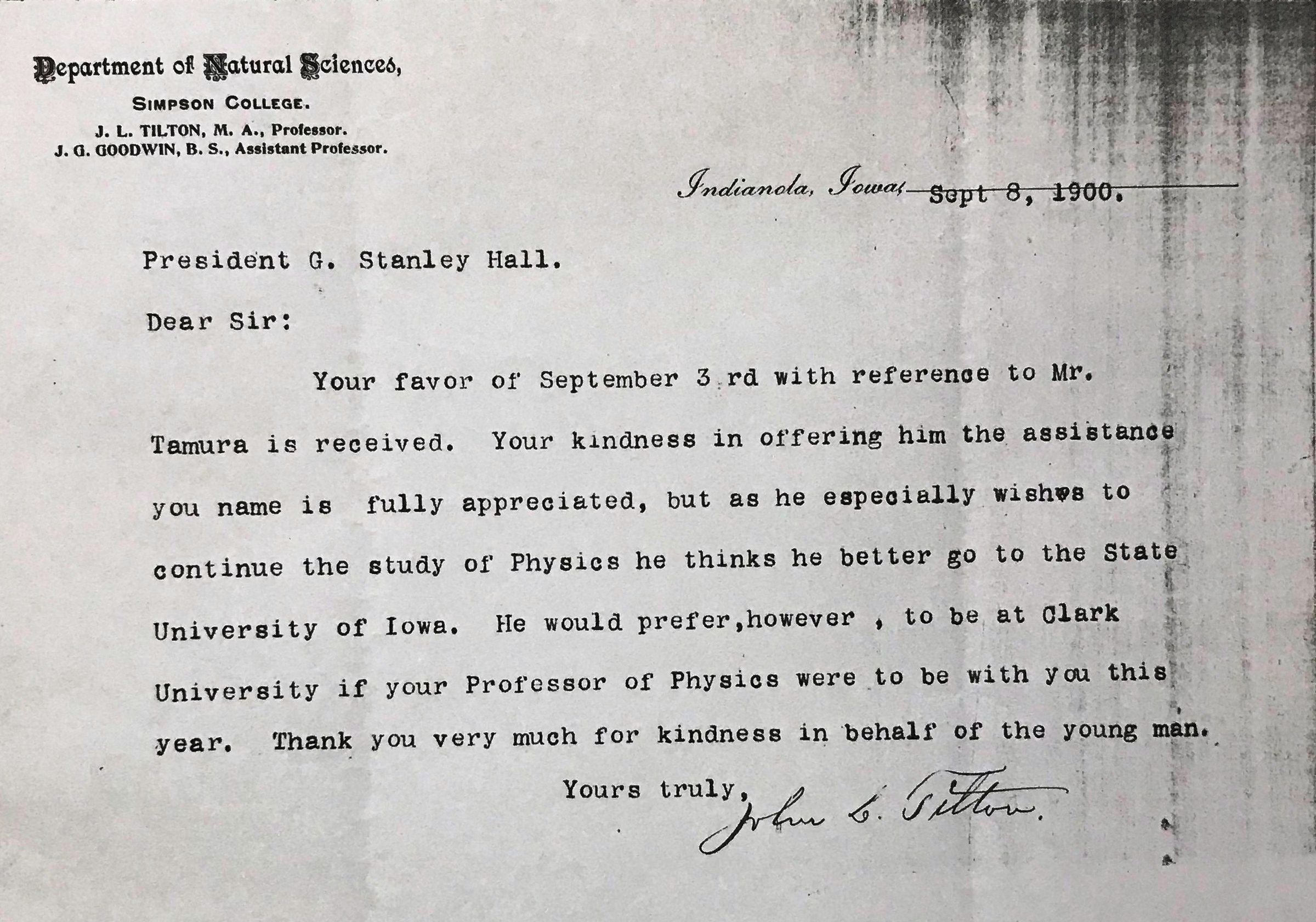
田村に関してティルトンからスタンリー・ホールに宛てた手紙（1900年9月8日）

### アイオワ州時代

#### シンプソン大学（インディアノラ市）
1898年（明治31年）4月というと、当時まさに米西戦争が始まったのが同月25日。田村は、この戦争で徴用される直前のペキン号で1898年4月に横浜を発ちサンフランシスコに着港。更に陸路でオレゴン州ポートランドを経由して最終目的地であるアイオワ州インディアノラのシンプソン大学に着いている。この大学は当時も今も青山学院と同じメソジスト系の学校である。
着いてすぐは夏季休暇のため授業はなく、その間に現地教会の助けを得て、匿名で『Kwaiku』という自身の信仰歴に基づく英文小説を書いている。なお、舟橋は『Kwaiku』に「懐古」の漢字を与えているが発音的にも意味的にも「懐旧」が正しい可能性もある。この小説の「まえがき Preface」には、シンプソン大学英文学教授エマ・ケート・コークヒル (Emma Kate Corkhill)博士の助けがあったことが記されている:p.6。
シンプソン大学理学部のティルトン (J.L. Tilton) 教授がマサチューセッツ州ウスター市にあるクラーク大学学長スタンリー・ホール (G. Stanley Hall)に宛てた推薦状添付の学業成績証明書によれば、田村が受けた正式な授業は1898年秋学期から始まっている。1899年冬学期・春学期・秋学期を経て、1900年の冬学期を済まし、春学期の途中からシンプソン大学の履修単位をアイオワ州立大学に移して同年1990年（明治33年）移籍したアイオワ州立大学から理学士（B.S.）を取得した。

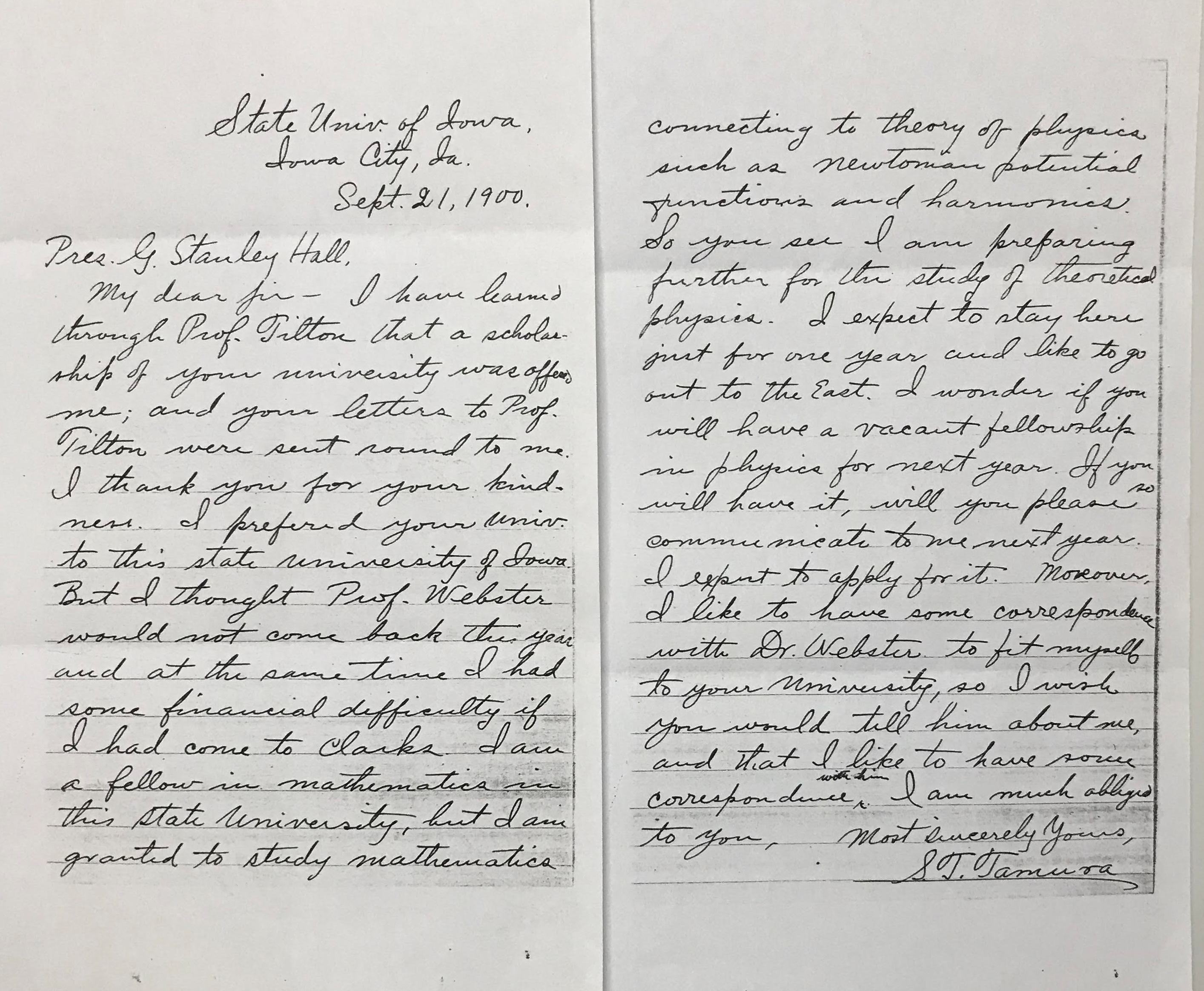
田村からスタンリー・ホールに宛てた手紙（1900年9月21日）

#### アイオワ州立大学（アイオワシティ市）、現・アイオワ大学
田村が履歴書その他随所で書いている「アイオワ州立大学」（State University of Iowa）とは、アイオワシティにある現在のアイオワ大学（University of Iowa）という州立大学であって、現在一般にアイオワ州立大学（Iowa State University）と呼ばれるエイムズにある似た名前の州立大学ではない。
シンプソン大学で5学期を過ごしながら、同大学では卒業せずアイオワ州立大学で学士号を得た。田村はまず青山学院と同じメソディスト派教会の支援でシンプソン大学に入るが、同大学では青山学院高等科卒や師範学校講師歴を加味し、1898年秋学期の3年次編入であったことも、前述のシンプソン大学の便箋に書かれたティルトン教授の学長のスタンリー・ホール学長に宛てた推薦状で判明した。

### 東 部 時 代

#### コロンビア大学とクラーク大学
田村はそのまま1901年（明治34年）までアイオワシティ市のアイオワ州立大学に留まり6月に修士（M.A.: Master of Arts in mathematics）となる。修士論文題目はApplications of  Harmonic Analysis to the Study of Vibrating Strings and Membranes (1901) 。この後、初めて東部を目指しニューヨーク市のコロンビア大学大学院に入学する。ところで、クラーク大学に推薦状を送った結果だが、田村は受理されている。しかし、クラーク大学で予定された指導教授ウェブスター博士 (Arthur Gordon Webster) が1年間留守となるのとアイオワ州立大学からも奨学金が出たため、アイオワの大学院に1年間留まった経緯がティルトン教授と田村自身がクラーク大学に出した弁明書で明らかになっている 。
アイオワに1年留まってもクラーク大学の奨学金は立ち消えとなったわけではない。1901年から1902年（明治35年）夏にかけてはコロンビア大学大学院博士課程で当時コロンビア大学理学部部長だったロバート・シンプソン・ウッドワード (Robert Simpson Woodward)博士の下で学ぶことになるが、この間はコロンビア大学の特待研究生（fellowship）の俸給で賄い、秋からはニューヨークを出てニューイングランドに移りクラーク大学において研究を継続し、1903年（明治36年）夏にコロンビア大学に戻った。
田村の自筆履歴書ではこの年に博士の学位を得たとなっているが田村自身が書いた自伝のほうが正しく:p.48取得したのは2年後の1905年である。次節の通り、ワシントンにおける一連の気象学の研究を元にしたもので博士（Ph.D.: Doctor of Philosophy in pure science）請求先はコロンビア大学であるが標題ページにはコロンビア大学およびクラーク大学のフェローであったことが明記されている。博士論文題目はMathematical Theory of the Nocturnal Cooling of the Atmosphere であり、Monthly Weather Review誌1905年4月号（p.138－147）に掲載された論文を主論文として、31ページの冊子体に作り替え標題を入れて学位請求論文とした。

#### 首都ワシントン（米国中央気象台）
1903年（明治36年）9月、田村はコロンビア大学の恩師ウッドワードの紹介で当時ワシントンにあったアメリカ合衆国中央気象台（当時U.S. Weather Bureau、現在はメリーランド州シルヴァースプリングにあるアメリカ国立気象局 NWS: U.S. National Weather Service）の技師（専門官）となった:p.44－49。中央気象台は米国連邦機関なので日本の気象庁に当たる。
これには、ちょうどその頃、コロンビア大学教授であったクリーヴランド・アッベ(Cleveland Abbe)が自分の助手ないしは後継者を探していたという幸運もあった。アッベ博士はそのとき既に64歳で、アイザック・アシモフが後に「アメリカ国立気象局の父 (the father of the National Weather Service)」と呼んだ気象学の重鎮だった。
アッベ教授は誰にでも親切で面倒見がよいという評判だったが実際に1905年（明治38年）11月25日土曜日の田村の結婚に際しては媒酌人を務めた。田村は自伝の中で、その変わらぬ人柄を述懐したアッベ教授の同窓生による言葉を次のように英文のまま引用している。"Everybody liked Abbe thirty years ago, as everybody likes him now.":47
アッベの下での一連の研究は主にアメリカ気象学会（AMS: American Meteorological Society）発行のWeather Review誌（現・Monthly Weather Review ISSN 0027-0644）に掲載され、前述のごとく学位請求における主論文・副論文となった。その主なる論文は下記「主要著作」節のとおり。

#### 首都ワシントン（カーネギー研究所と学界社交）
1904年（明治37年）になると、1902年創立のカーネギー研究所:p.183 （当時・Carnegie Institution of Washington、現・Carnegie Institution for Science）の2代目所長にコロンビア大学の恩師ウッドワードが選ばれた。これを機会に、田村は同年（1904年）に新設されたカーネギー研究所地磁気学部門（Department of Terrestrial Magnetism）:p.192のバウアー部長（Louis Agricola Bauer）付き顧問となり:p.48、論文も発表した。
前述のとおり田村の結婚生活を含め、この頃は公私ともに充実した時期で、経済的にも名声的に恵まれ、ワシントン学士院に出入りし:p.264、カーネギー研究所の依頼で1905年（明治38年）5月、欧州視察にも出かけた:p.48。出張先はスイスを主として、イギリス、ドイツ、フランスに及んだ:p.206－284。同年11月にはジョージ・ワシントン大学（GWU: George Washington University）より理学博士（Doctor of Science）の学位を受ける。

## 帰国と諸学校教授ならびに気象学・海洋学研究

### 帰国の動機と経緯
田村に関する『青山学報』1992年（平成4年）3月号の記事は星新一の父星一がニューヨークで発行していたJapan and Americaという月刊新聞の1903年（明治36年）5月号からのものだったがテーマは日本の教育批判だった。田村は日本の教育界には批判的であり、自伝も紙数の大半は教育制度や問題点に費やされている。また、田舎出の田村は日本に有力な知己もなく、当時の田村にとって米国は居心地がよく家族も馴染んでいて帰国する気は失せていたと述懐している:p.290－292。田村は、帰朝後も家庭で英語を使っていたが:p.91、それは築地の海岸女学校半ばにして田村より4年も早く渡米していた妻が英語に馴染んでいたせいもある。
ところが、ワシントンの気象台に田村ありと日本でも知られるようになり、後に4代目中央気象台長になる岡田武松、北尾次郎と並ぶ草創期の気象学者で海洋学者の和田雄治、更に田村と同郷の寄生虫学者宮島幹之助が強く勧めたことが帰国の動機となった。岡田が東京高等師範学校の職を、和田が海軍大学校の気象学講義を譲る約束をし、宮島はワシントンを訪れたときも日本からの書簡でも田村にしばしば「早く帰れよ」と帰国を促している:p.292－295。

### 海軍大学校、東京高等師範学校、早稲田大学
田村は妻と共に1906年（明治39年）6月末に帰国する。自伝の標題は『外遊九年』であるが足掛け9年であって満8年の外地滞在だった。自筆の履歴書では和田雄治の約束どおり同年の9月に海軍大学校に職を得るが、それを裏付ける記録は岡田武松による追悼文の「海軍大学校ノ嘱託」以外に見当たらないのは、海軍大学校のその後の解体事情による。なお、履歴書の記述が「海軍大学校海上気象学教授」であり、11月に就任する「東京高等師範学校教授」とは異なっている。すなわち、海軍大学校は「海上気象学」という科目を教授する嘱託講師であり、東京高等師範学校は学校そのものの「教授職」を意味する。
東京高等師範学校教授であった記録は、筑波大学に残っていた。当時、毎年5月31日付けて発行されていた『東京高等師範学校一覧』の「自明治四十年四月至明治四十一年三月」、「自明治四十一年四月至明治四十二年三月」、「自明治四十二年四月至明治四十三年三月」3冊に「教授、気象、山形、士」すなわち「教授職で気象学を担当し山形県士族」と記されていた（本書は現在、筑波大学図書館中央本館所蔵。
田村は1906年（明治39年）11月から亡くなる1909年（明治42年）8月まで東京高等師範学校教授として気象学を講じていたのは間違いない。因みに、ここでは「山形県士族」となっているが、1907年（明治40年）11月付けの履歴書は「東京府平民」であった。これは三男である田村が日本への婚姻届けにより米沢の父兄の戸籍から分籍して東京の新戸籍の戸主となったためであろう。
早稲田大学では上述の履歴書のとおり、1907年より「近世科学」の授業を受け持っているが『早稲田大学百年史』によると身分は文学科講師:p.380で講義した期間は1907年12月から1908年7月まで:p.1196となっている。所属が「文学科」なのは理工科再開前であったから。なお、この時の講義録と思われるものが早稲田大学図書館や神戸大学図書館に残されている。

### 帰国後の気象学・海洋学研究
当時の東京気象台すなわち「中央気象台」は文部省管轄であったが、現在の国土交通省の「気象庁」に当たる。ここで田村が何をしたのかはあまり明らかではない。中央気象台でどのような役割・身分であったのかさえ不明である。
中央気象台の『気象集誌』に追悼文を寄せた岡田武松も、田村を「本会会員」とは述べているが、これは「大日本気象学会」（後の日本気象学会）の会員以上の意味はない。また、岡田による田村の日本における業績も、諸学校での気象学関連講義の他は、「水路部」での海上気象・海洋学上の調査・設計事業となっているだけである。
ここで言及された「水路部」は、舟橋雄草による追悼ならびに田村哲君小伝でも出て来る。すなわち、「水路部に於ては海上氣象並に潮流磁氣に關する調査に從事し最後に農商務省に於て漁業基本調査に關する研究を嘱託せられたり」とあるが 、水路部とは海軍省水路部のことであって現在の海上保安庁水路部のことであるから中央気象台とは管轄違いであった。
農商務省とは、もちろん日本政府の農商務省のことであって、現在のように農林水産省と経済産業省にわかれていない。舟橋によると、田村は農商務省の嘱託としても漁業に関連する「新器械」を考案し瀬戸内海に施設する事業を行ったとある。岡田の追悼文にある「設計事業」と重なる。

## 早すぎた死と家族
田村は満32歳（享年34）の若さで病死した。舟橋雄草の追悼によると、1909年（明治42年）の夏7月12日に病を得て、同月17日に腸チフスと診断、当時の高木兼寛設立の東京病院（現・東京慈恵会医科大学付属病院）に入院、翌8月19日午後5時に永眠した。青山学院内青山メソヂスト教会で葬儀、青山墓地に埋葬。東京都公園課によれば改葬と管理者変遷があり、埋葬は確認できるが現在の所在は不明。
残された妻の名は「くら子」または「くら」。2人の娘があり、名は長女「喜美 Grace」、二女「みち子」。青山学院のどちらの資料でも妻「くら子・くら」は海岸女学校（1877－1894、以降は東京英和女学校と合同）中退となっている。田村自身の現在の類縁、また妻については実家・類縁ともに不明。
実は、妻が日本人かも不明。極めて突飛な仮説は「くら子」または「くら」の本名は「Clara」か。田村は帰朝後も東京青山の家庭内では英語を使っていたと書いているが:p.91、年下の妻が米国に行ったのは田村より4年も前でありむしろ英語に馴染んでいても不思議はない。それ故か、田村の死後、翌年には娘たちを連れて米国に戻っているが、その後の足取りは不明である。なお、フィラデルフィアにあるThe Pennsylvania Museum and School of Industrial Art（現・University of Arts, Philadelphia）の1930年（昭和5年）の卒業式プログラムの卒業生リストに長女と同じ名前のKimi Grace Tamuraがある。

## 主要著書
田村哲の筆名: 主に "S. Tetsu Tamura," 時に "S.T. Tamura," "Tetsu Tamura すなわち 田村哲," また、可能性としては "Satoru Tetsu Tamura"もある。
- A Young Japanese Convert [alias Satoru Tamura]: [A Novel] Kwaiku (Recollections of the Past). Oelwein, Iowa: Press of the Oelwein Journal, 1898 (24 pages).
- Tamura, S. Tetsu: "Mathematical theory of ice formation." Monthly Weather Review, 1905-02. 33(2):55-59.
- Tamura, S. Tetsu: Mathematical Theory of the Nocturnal Cooling of the Atmosphere, Parts I and II. Ph.D. dissertation (Columbia University 1905, 31 pages)　コロンビア大学よりPh.D.の学位を取得するための学位請求論文。  これは, Monthly Weather Review, 1905-04. 33(4):138-147 からのリプリント版で組み替えて標題紙を付してコロンビア大学に「主論文」として提出されたもの。組み換えなのでページ数は違うが内容は同じ。
- Tamura, S. Tetsu: "An account of recent meteorological and geo-physical researches in Japan." Monthly Weather Review, 1905-07. 33(7):302-305.
- Tamura, S.T.: "Japanese meteorological servise in Korea and Japan." Science (American Association for the Advancement of Science), 1906-03-09. 23(584):396-397.
- Tamura, S. Tetsu: "A memoir of Professor Diro Kitao." Journal of the meteorological Society of Japan, Ser. I, 1907-09-28. 26(9):en.1-en.10. ISSN 0026-1165.
- Tamura, S.T.: "Appeal for an aero-physical observatory in Japan." Science (American Association for the Advancement of Science), 1906-08-03. 24(605):148-150.
- Tamura, S. Tetsu: "A biographical sketch of Prof. Diro Kitao." Monthly Weather Review, 1907-10. 35(10):452-454.
- 田村 哲:「米国における気象学の進歩」『地学雑誌』1907. 19(6):392-395. ISSN 0022-135X. /Meteorological progress in the United States/
- 田村 哲(述): 『近世科学』（高等国民教育）. [東京]: 早稲田大学出版部, [1908].
- 田村 哲:『外遊九年』. 東京: 目黒書店, 1908.